# Speckgewicht
Das Speckgewicht war ein Gewichtsnormal der Stadtwaage von Frankfurt am Main, mit dem vom 16. bis zur Mitte des 19. Jahrhunderts Fette wie Speck, Butter und Talg für den Großhandel gewogen wurden. Neben dem Speckgewicht gab es in der Waage auch ein Krämer- oder Spezereigewicht.
In der Stadtwaage dienten seit dem Neubau Anfang des 16. Jahrhunderts zwei speziell für unterschiedliche Zwecke konstruierte Waagen dazu, die in die Stadt eingeführten Waren für den Weiterverkauf zu verwiegen. Für den Handel an der Stadtwaage wurde der Zentner wie üblich in 100 Pfund geteilt, das Pfund allerdings zu 33 Lot statt der üblichen 32. Deshalb wurde dieses Pfund auch als Waagenpfund bezeichnet. Im Einzelhandel war dagegen das Silberpfund zu 32 Lot gebräuchlich, ab 1524 nach der Kölnischen Mark und ab 1762 nach der Augsburger Kölnischen Mark. 
Die beiden Waagen verwendeten unterschiedliche Wiegesteine, jeweils 7 zu 1, ½ und ¼ Zentner sowie zu 17, 8, 4 und 2 Pfund. Der Zentner-Stein der Speckwaage war jedoch schwerer, nämlich 108 Waagenpfund zu 33 Lot, während der Zentner der Spezereiwaage 100 wog. Die Stadtwaage rechnete daher stets mit zwei unterschiedlichen Pfunden, dem Handelspfund der Speckwaage und dem Krämerpfund der Spezereiwaage. Das Handelspfund wurde demzufolge auch als Schwergewicht bezeichnet, das Krämerpfund als Leichtgewicht.
Georg Kaspar Chelius überliefert eine Urkunde des Rates der Stadt vom 11. August 1558 über die Eichung der beiden Stadtwaagen-Gewichte durch die städtischen Rechenmeister. Zuvor hatte es Klagen gegeben, dass die Waagenmeister mit unterschiedlichen Aufschlägen rechneten, da die Zentnersteine der beiden Waagen tatsächlich schwerer waren als 108 beziehungsweise 100 Waagenpfund. Die verwendeten Wiegesteine erwiesen sich als schwerer als bisher angenommen. Der Zentner der Speckwaage wog tatsächlich 117 Pfund 24 Lot Kölnischer Mark, der Zentner der Spezereiwaage 109 Pfund 16 Lot. Für Verrechnungszwecke wurde weiterhin mit 100 Waagenpfund je Zentner gerechnet. Ein Handelspfund entsprach nach Chelius’ genauer Messung 37,68 Lot Silber, ein Krämerpfund 35,04.
Auch andere Waagen in Frankfurt unterschieden sich hinsichtlich ihrer Standardgewichte, beispielsweise die Mehlwaage oder die Kranwaagen am Main. Die Unterschiede wurden schrittweise abgeschafft und mit dem Beitritt der Freien Stadt Frankfurt zum Deutschen Zollverein 1836 vereinheitlicht.